# Cypresulvefod
Cypres-Ulvefod (Diphasiastrum tristachyum) er en blågrøn ulvefodsplante med en dybt underjordisk hovedstængel. Den vokser i Danmark på bakkede heder.

## Beskrivelse
Cypres-Ulvefod er en krybende, ikke-epifytisk (dvs. jordboende) karplante. Den sporebærende plante består af en dybtliggende underjordisk jordstængel med trævlerødder og en overjordisk del, der har vifteformede udspilede oprette stængler med talrige, tæt tiltrykte, skælagtige blade. I toppen af visse skud sidder den 2-4 cm lange gullige strobilus på små ligeledes gullige stilke, der næsten er uden blade.
Dybtliggende underjordisk krybende jordstængel med små primitive hvidlige rødder.
Størrelse: 5-20 cm.

## Voksested
Planten er meget sjælden i Danmark, hvor den findes på bakkede heder i Jylland og på Bornholm, bl.a. Nørlund Plantage og Randbøl Hede i Midtjylland.
| Portal | Portal:Botanik |